# 美濃國家自然公園
美濃國家自然公園為臺灣高雄市美濃區民間社團和高雄市政府合力推動中的國家自然公園。依高雄市政府報告指出，規劃面積3,808.5公頃，其中公有地近99%，公有地又以林務局林班地佔3,275公頃最多。高雄市政府計畫結合客家文化和月光山、黃蝶翠谷等自然地景，於2013年向內政部提案審議。

## 歷史
1992年，黃蝶翠谷一帶成為政府規劃的美濃水庫預定地，引起美濃居民長期抗爭。2000年，陳水扁當選總統後，水庫的興建計畫便中斷。隨著壽山國家自然公園依《國家公園法》公告成立之後，美濃國家自然公園計畫逐漸成形。高雄市政府都發局於2013年表示，國家自然公園計畫中將註明當地不興建水庫，也不設置遊憩區。但主管當地國有林班地的林務局屏東林區管理處（今林業及自然保育署屏東分署）和部分當地民眾則有不同意見，同時林務局也計劃依《森林法》將黃蝶翠谷劃設為自然保護區。
2017年7月16日，高雄市長陳菊強調，市政府一向支持黃蝶翠谷作為國家自然公園，呼籲整合美濃各個團體不同意見，以促成推動美濃國家自然公園。